# Portobello S/A
A Portobello é uma empresa brasileira do ramo de revestimentos cerâmicos. Fundada em 1979, situa-se no município de Tijucas, em Santa Catarina e com os seus 205 mil metros quadrados de área construída, é considerado o maior parque fabril do ramo na América Latina. Além dos seus mais de 2.200 funcionários, a Portobello gera mais de 10 mil empregos indiretos e possui uma capacidade produtiva de 22 milhões de metros quadrados de revestimentos cerâmicos por ano.

## História
Desde o seu início na atuação do ramo de revestimentos cerâmicos em 1979, a Portobello sempre buscou inovar em seus produtos para, consequentemente, se destacar no mercado nacional e posteriormente se destacar também internacionalmente.
Contudo, a empresa inicialmente focou o mercado nacional aonde o seu principal produto era o conhecido "verdão", com uma linha de apenas dois esmaltes com poucas variações. 
Com o advento das novas descobertas do ramo, a Portobello foi lançando novas linhas mais atraentes tanto pelo seu design, bem como pela praticidade de limpeza e resistência. A empresa lançou, então, a primeira linha de pisos gotejados do Brasil e uma das primeiras do mundo.
No ano de 1981, a empresa abre, em São Paulo, a sua primeira filial e inicia as suas atividades de exportação. Dois anos mais tarde, a Portobello já participa de feiras internacionais do ramo como a 1ª Feira Internacional, no Panamá.
No ano de 1987, a empresa reestrutura e amplia o seu parque fabril aumentando a produção para 1 milhão de m²/mês. No ano seguinte a equipe de funcionários já ultrapassa mil pessoas.
Em 1990, é criada a Portobello América e mais 12 filiais, no interior de São Paulo, Rio de Janeiro e na região Nordeste.
No ano de 1998, quando a empresa já contava com 1.444 funcionários diretos e mais de 1.000 produtos no portfólio, é lançada a Portobello Shop.
Hoje, a Portobello conta com uma exportação para mais de 65 países abrangendo os cinco continentes e possui mais de 100 lojas Portobello Shop.

## Unidades de Negócio

### Portobello América
A Portobello America é uma subsidiária da Portobello inaugurada no início de 1990 e realiza a distribuição e vendas dos produtos Portobello para o mercado norte americano. Está situada em Pompano Beach, Flórida.
Atualmente a empresa conta com cinco escritórios e depósitos regionais instalados em locais estratégicos para o livre comércio de seus produtos.

### Portobello Shop
A Portobello Shop, fundada em 1998, nasceu com o propósito de revitalizar e inovar o ramo de venda de produtos de revestimentos cerâmicos. Com um atendimento personalizado e com acompanhamento em suas instalações, a empresa facilita a compra agradando seus clientes. É considerada também, o elo entre o cliente final e a indústria.